# Muhammad al-Badr
Muhammad al-Badr, arab. المنصور محمد البدر بن أحمد, właśc. al-Mansur Bi'llah Muhammad al-Badr bin al-Nasir-li-dinu'llah Ahmad (ur. 15 lutego 1926 w Hadżdży, zm. 6 sierpnia 1996 w Londynie) – ostatni imam zajdytów i król Jemenu Północnego (1962).

## Życiorys
Był najstarszym synem Ahmada ibn Jahji i jego pierwszej żony Sajjidy Safii bint Muhammad al-Ezz. Edukację otrzymał w madrasach w Hadżdży i Taizz. 
W latach 1949–1955 zastępca gubernatora prowincji Al-Hudajda. W kwietniu 1955 został ogłoszony następcą tronu i pomagał ojcu w zdławieniu rebelii dwóch wujów. W latach 1955–1962 pełnił funkcje: wicepremiera Jemenu, ministra spraw zagranicznych i ministra obrony. W 1956 odbył podróż po krajach bloku wschodniego, gdzie podpisał szereg umów międzypaństwowych oraz poprawił relacje z ZSRR.
Był zwolennikiem reform społecznych i politycznych, toteż w 1960 roku wprowadził kilka z nich. Działo się to w czasie pobytu ojca za granicą (leczenie) i choć reformy te Ahmad od dawna obiecywał, to po powrocie wszystkie cofnął. 18 września 1962 roku zmarł jego ojciec i Muhammad został nowym królem i imamem. Wprowadził amnestię dla wszystkich więźniów politycznych i zapowiedział reformy. Powołał też nowego głównodowodzącego armii Abdullaha as-Sallala, który to 26 września wraz z grupą lewicowych wojskowych obalił Muhammada. Król uciekł więc na północ kraju, gdzie stanął na czele antyrządowych plemion. 
Często podróżował do Arabii Saudyjskiej, zabiegając o jej pomoc w obaleniu chwiejnego jeszcze wówczas rządu. Wybuchła wojna domowa, w której republikanów wspierał Egipt, a rojalistów Saudowie. Muhammad rościł swoje pretensje do tronu i uznawany był za króla przez wiele krajów do roku 1970, kiedy to Saudowie podpisali porozumienie z republikanami. Choć monarchiści podpisali pokój z rządem w 1970, to walki trwały do 1972. Po ich ustaniu Muhammad udał się na emigrację do Wielkiej Brytanii. 
Zmarł w londyńskim szpitalu na zapalenie płuc. Pochowany jest na cmentarzu Brookwood koło Woking (Anglia).

## Życie prywatne
Miał trzy żony (z pierwszymi dwiema wziął rozwód). Miał dwóch synów i dwie córki:
- książę Agil bin Muhammad al-Badr Hamidaddin (formalny następca)
- książę Muhammad bin Muhammad al-Badr Hamidaddin
- księżna Amat al-Ghani bint Muhammad al-Badr Hamidaddin
- księżna Ghufran bint Muhammad al-Badr Hamidaddin

Za życia otrzymał kilka odznaczeń w tym Order Zasługi Republiki Włoskiej (28 listopada 1957)